# チェコのクラシック音楽史
本項チェコのクラシック音楽史（チェコのクラシックおんがくし）では、チェコのクラシック音楽の歴史について概説する。
チェコ国家が形成された地域は中欧に位置しており、その歴史を概観すると、政治的には東ローマ帝国、神聖ローマ帝国、ハンガリー、オスマン帝国、ポーランドといった大国が鎬を削り、民族的にはゲルマン系集団、スラヴ系集団、マジャル人に代表される東方由来の遊牧民などが興亡を繰り広げた。さらに宗教的には正教会、カトリック、フス教徒を含むプロテスタントといったキリスト教諸会派が勢力を争い、多重で複雑な経過をたどっている。
このため、その音楽にも多様性が生まれ、スメタナ、ドヴォルザーク、フィビフ、ヤナーチェクといったユニークな作曲家を生んだ。

## 民俗音楽としての系統と特徴
チェコは、ボヘミアとモラヴィアの2つの地域に大別される。両者では、その民俗音楽に大きな特徴がある。チェコの指揮者・作曲家のヤロスラフ・フォーゲルは、その違いを次のように述べている。
|          | ボヘミア、モラヴィア西部                 | モラヴィア東部、南部およびスロヴァキア   |
| 音階     | 全音階的な長短調                         | 長短調以外、ギリシア旋法や教会旋法に近い |
| フレーズ | 相称的な構造                             | 非相称的な構造                           |
| 拍節     | 厳格で規則正しい拍節構造とリズムパターン | 不規則な長さのフレーズ構造               |
| 起源     | 舞踊                                     | 歌謡                                     |

フォーゲルはこうした特色を、それぞれの歴史的背景の所産としている。すなわち、ボヘミアと西モラヴィアは、ドイツとオーストリアに三方を囲まれ、14世紀のルクセンブルク王朝時代にフランスやイタリアと文化的交流が盛んに行われたのに対し、モラヴィア東部やスロヴァキアはこの時代に辺境の地であったために、それよりも古い時代、10世紀に栄え東ローマ帝国といった東方諸邦と交流の深かった大モラヴィア王国の時代の音楽を受け継いでいると推測している。

## 歴史

### 中世

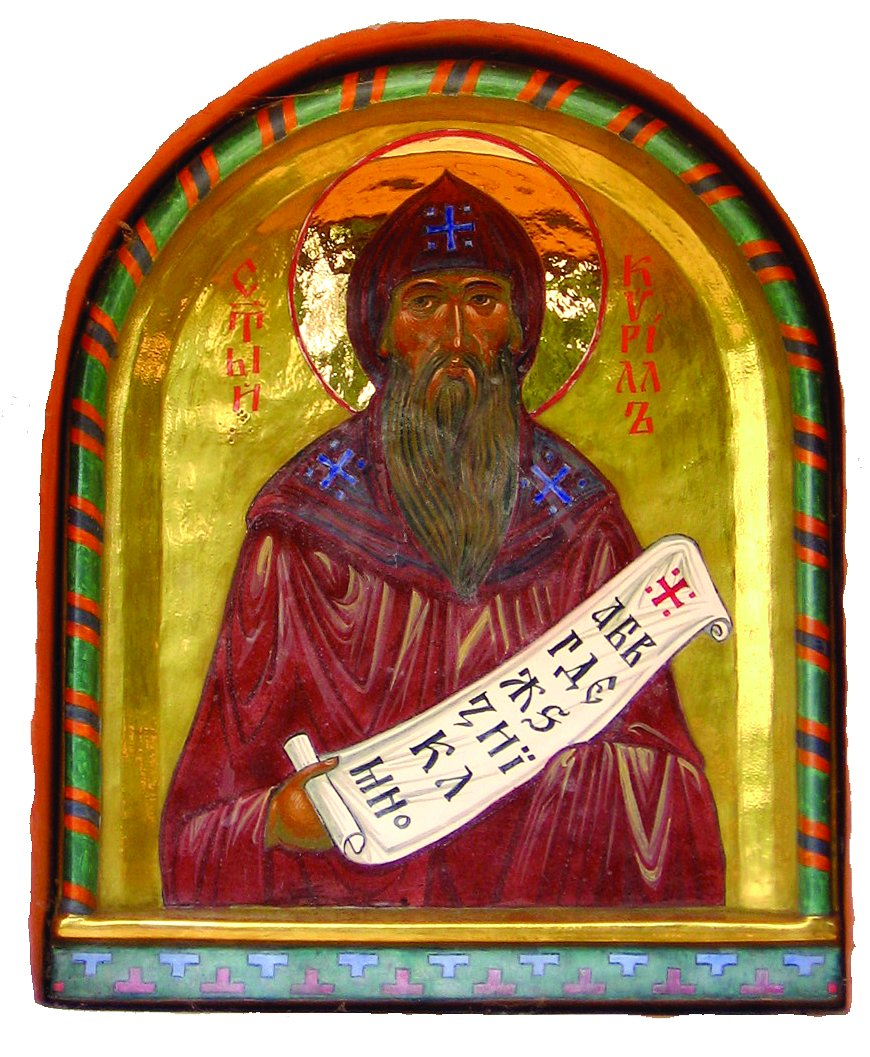
キュリロス（イコン画）

862年、東フランク王国やローマ教皇の干渉を排するため大モラヴィア王国のロスティスラフ王は、コンスタンティノポリスの総主教に接近し、この結果、翌年メトディオスとキュリロスの2人が使節として送られた。キュリロスは、当時この地域での話し言葉であった古代スラヴ語を表すための文字としてグラゴル文字を考案する。2人は典礼書をこの古代スラヴ語に翻訳して布教や礼拝を行っており、スラヴ語でビザンティン聖歌が歌われていた。しかし、大モラヴィア王国が東フランク王国に屈服するとローマ・カトリック教会が容喙し、885年にスラヴ式典礼（奉神礼）が禁止されるが、聖歌はそのまま歌い継がれた。これは10世紀にグレゴリオ聖歌が優勢となり、11世紀に教会内でスラヴ語の歌唱が禁止されるまで続いた。

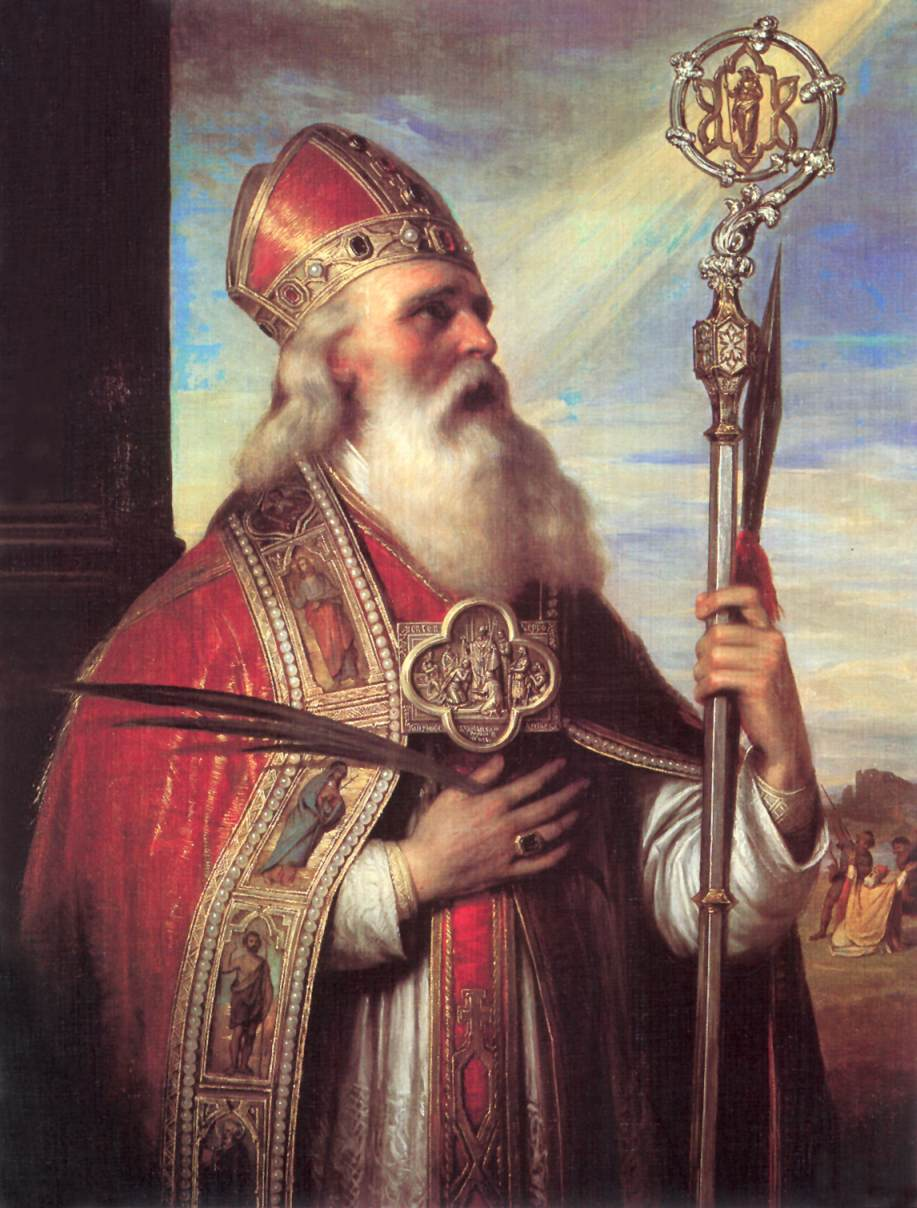
プラハのアダルベルト司教

チェコで作曲され、現在まで伝えられている作品中最も古いものは、10世紀の中頃から11世紀の初め頃にプラハのアダルベルト司教が作曲したとされる「主よ、憐れみたまえ」（Hospodine, pomiluj ny!）である。現存する楽譜は1397年の写譜であるが、1055年にこの曲が歌われていたことを示す資料が遺っている。宗教的題材を用いているが、上述のように、この頃には教会内でスラヴ語の歌唱は行われなかったことから、教会の典礼用の作品ではなかったと推定されている。その後、この旋律は国歌に等しい扱いを受け、チェコの歴代国王の戴冠式で演奏される曲となった。次いで、12世紀後半のものと思われる「聖ヴァーツラフよ」（Svatý Václave）が1398年の年代記に登場する。この曲は1473年の写譜が現存している。これらはいずれもテトラコルド（四音音階）で構成されている。
1310年にベーメン（ボヘミア）王となったヨハンが1323年以降秘書官にしていたのが、後にフランスのアルス・ノヴァを代表する作曲家となるギヨーム・ド・マショーであった。しかし、ヨハンはルクセンブルク伯を兼ねており、ボヘミアへは滅多に現れなかったため、マショーとチェコ音楽との結びつきは希薄である。ヨハンの子で神聖ローマ皇帝となったカール4世は文化を奨励し、プラハの聖ヴィトゥス大聖堂の聖歌隊を増員し、世俗音楽を奨励した。こうした文化的雰囲気を好み、ドイツでミンネゼンガー、フランスでトルバドゥールあるいはトルヴェールと呼ばれた吟遊詩人がプラハに集まり、西ヨーロッパの音楽をボヘミアにもたらすとともに、ボヘミアの音楽を各地に持ち帰った。これを契機にして、ボヘミアの音楽は西欧化したと考えられている。

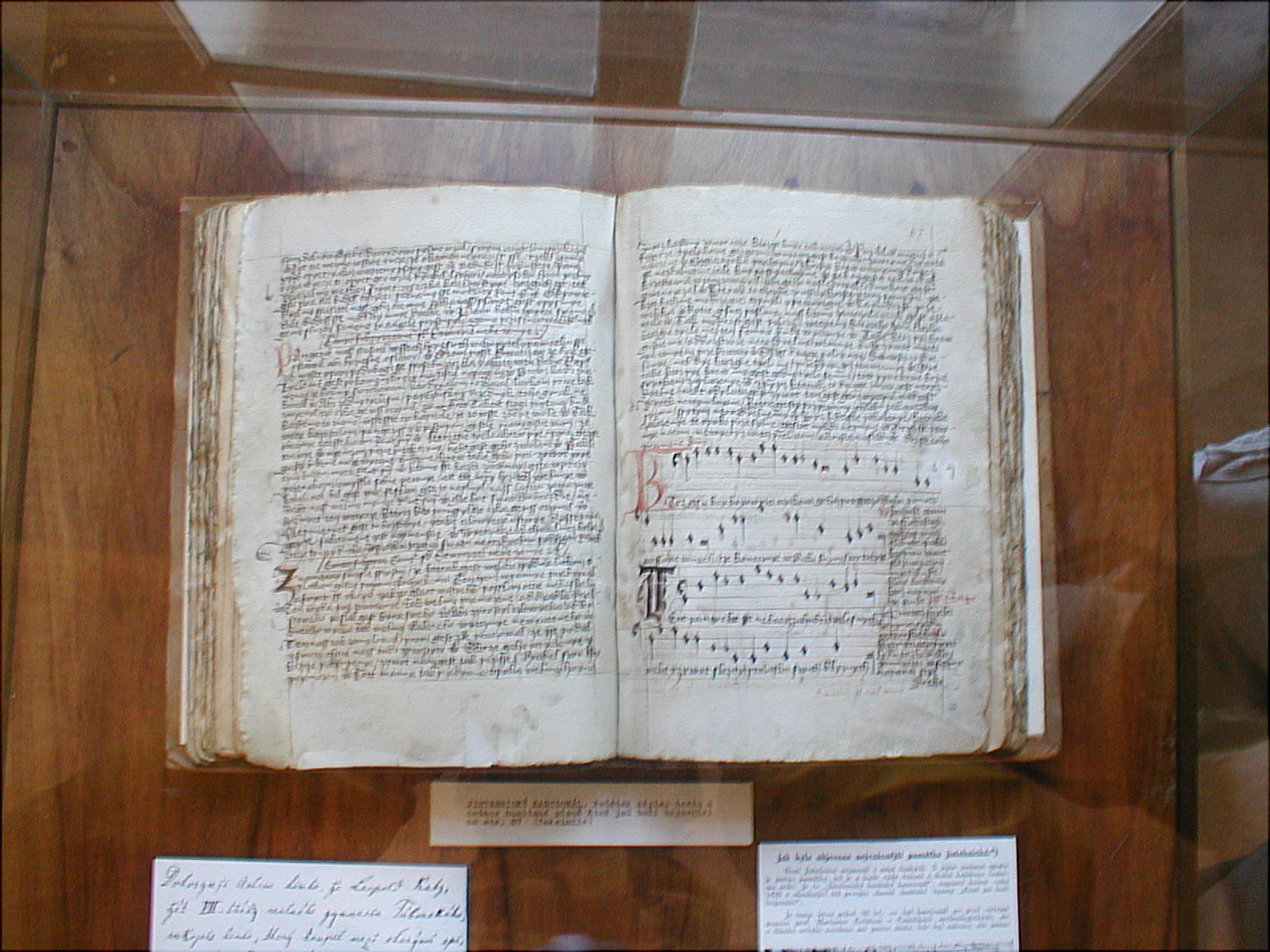
イーステブニツェ聖歌集

こうした繁栄と裏腹に進行する教会の腐敗を批判し、教会が定めたラテン語ではなく国民に分かり易い言葉であるチェック語で教えを説いたのがヤン・フスであった。ヤン・フスは、自国語の歌を賛美歌として歌うこと、また大勢の人が同じ旋律をユニゾンで歌うことを奨励した。フスの死後、その思想を受け継いだ宗教改革運動はボヘミア全土に広がり、フス派の聖歌が各地に浸透していった。フス派の聖歌集（カンツィオナール）の代表作が、発見された町の名にちなんで「イーステブニツェ聖歌集」（Jistebnický kancionál）と呼ばれる曲集である。後にスメタナが交響詩「わが祖国」の第5曲「ターボル」で、またドヴォルザークが序曲「フス教徒」で引用した「汝ら、神の戦士よ」（Ktož jsú boží bojovníci）もこの中に収められている。

### ルネサンス

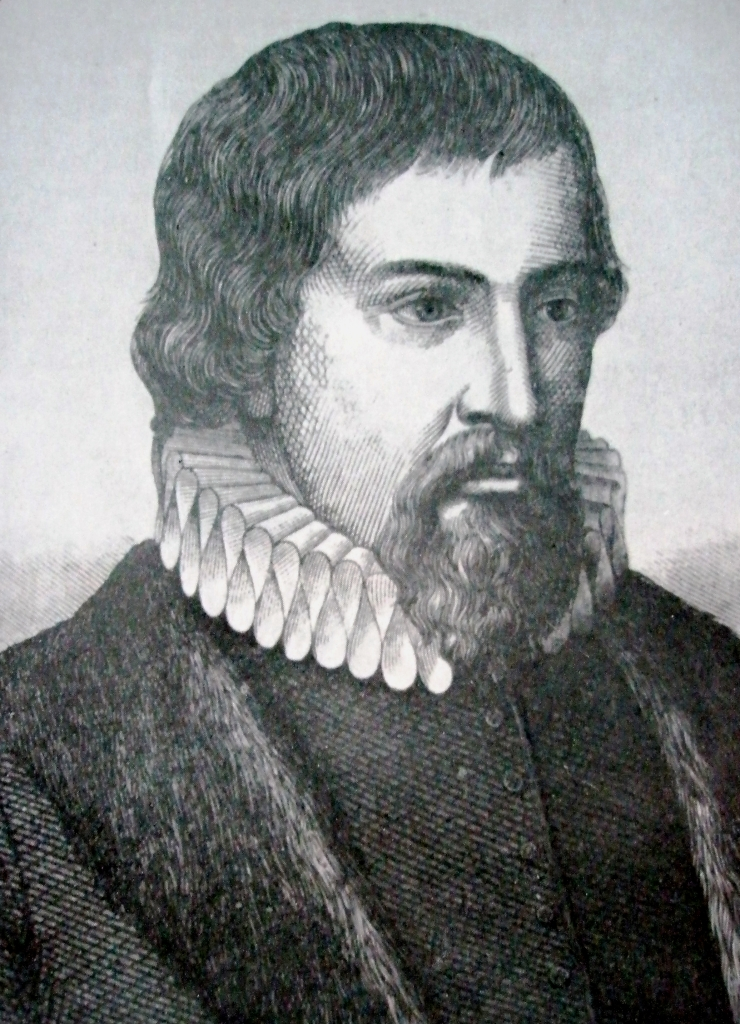
ヤン・ブラホスラフ

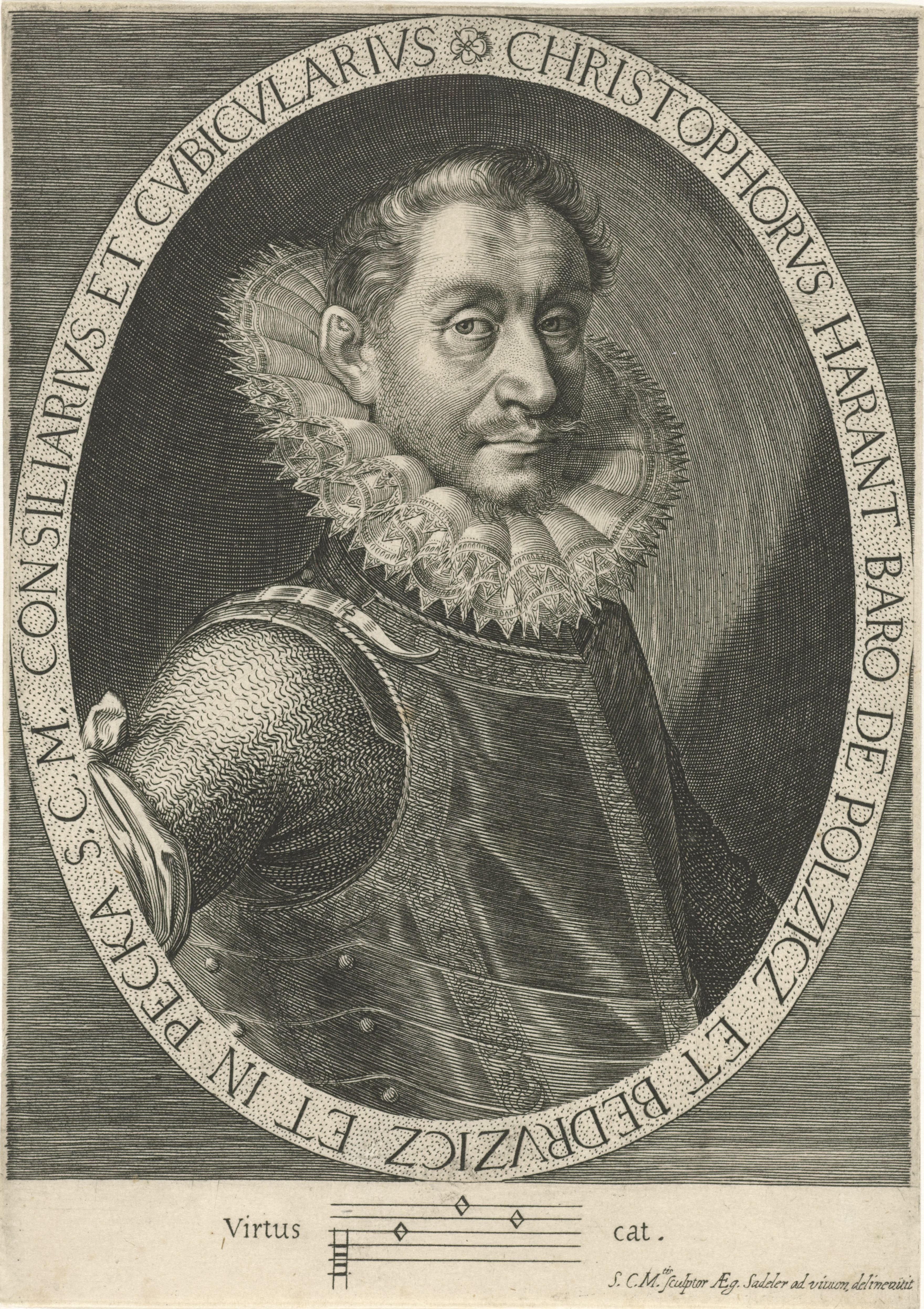
クリシュトフ・ハラント

フス教徒の運動は、1434年リパニの戦いの敗北後、表面上は沈静化した。しかしフス教徒達は、これ以後、地方文化の担い手として民衆の間に入り込んでいったのだった。フス教徒の急進派から起こり後に福音派の母体となる「兄弟団同盟 (jednota bratrská)」と、比較的カトリックに近い立場を採った穏健なフス派であったウトラキスト教会を中心とした「知識人組合 (literátská bratrstva)」がその代表的なグループである。彼らは賛美歌集を作成し、あるいはアマチュア合唱団を組織して、フス派の歌の伝統を引き継いでゆく。特にモラヴィアでは、カトリックの圧力がボヘミアに比べ弱かったこともあり、密かな活動が続けられた。彼らは、民謡を取り込んで典礼用の作品を創作したため、広く民衆の支持を集め、同時にチェコの民族意識を保つこととなった。
兄弟団同盟は、フスの教えを守り、モノフォニーの音楽にこだわり続けた。彼らのグループに属す16世紀の重要な作品とその編纂者を列挙する。
- ヤン・ロフ（チェコ語版） (15世紀末 - 1547) 「大カンツィオナール」：1541年に出版された。482曲からなる聖歌集で歌詞と曲の両方が収録された現存する最も古いもの
- ヤン・ブラホスラフ (1523 - 1571) 「シャモトゥイ聖歌集」：第1版「神を讃える歌」は1561年、第2版「福音宗教歌」は1564年または69年に出版された。いずれも宗教音楽史上重要な作品集である。
- ヤーン・シルヴァーン（スロバキア語版） (1493 - 1573) 「7つの懺悔の詩篇のための新しい歌」：1571年に出版された。19世紀にフランチシェク・スシルが採取したモラヴィア民謡と一致する旋律が多く見られる。

一方、知識人組合は新しい教会歌を創作するために組織された合唱連合のような組織であった。ポリフォニーの音楽を採り入れた。このグループに属する重要な作曲家は以下の通り。
- ヤン・フラヌス (Jan Franus) ：16世紀初めに「父よ、全能なる神よ」「おお聖母マリア様、神々しい光よ」といったテノール声部に民謡を用いた3声のポリフォニー作品を作曲している。
- ヤン・トロヤン・トゥルノフスキー（英語版） (1550頃 - 1595)：「聖務日課、ドナウ、深い水」「全能なる神よ」はいずれも定旋律に民謡の旋律を採り入れ、ポリフォックな対旋律をつけた4声の作品。
- イージー・リフノフスキー（英語版） (1540 - 1616)
- クリシュトフ・ハラント (1564 - 1621) ：チェコのルネサンス期最大のポリフォニー作曲家と言われる。

1526年、ボヘミア王となったハプスブルク家のフェルディナント1世は、プラハに宮廷楽団を組織した。その孫に当たるルドルフ2世は、政治能力には欠けていたが、文化活動に熱心な君主で、プラハの宮廷に、当時の優秀な音楽家を宮廷楽団に招いている。その中には、ヤコブ・ルニャール、フィリップ・デ・モンテ、クラウディオ・モンテヴェルディ、ルーカ・マレンツィオ、ハンス・レオ・ハスラーといった16世紀の声楽ポリフォニーを代表する作曲家が含まれており、プラハは一躍ヨーロッパの音楽の中心都市となった。貴族達も王の影響から器楽奏者や声楽家を雇うようになった。ルドルフ2世は、スペインで育った熱心なカトリック信者であったが、プロテスタント弾圧の反動で1608年にハンガリーで起こった反乱を機に宥和政策に転じていたため、貴族の中には知識人組合のリフノフスキーやハラントを雇い入れた者もいた。

### バロック

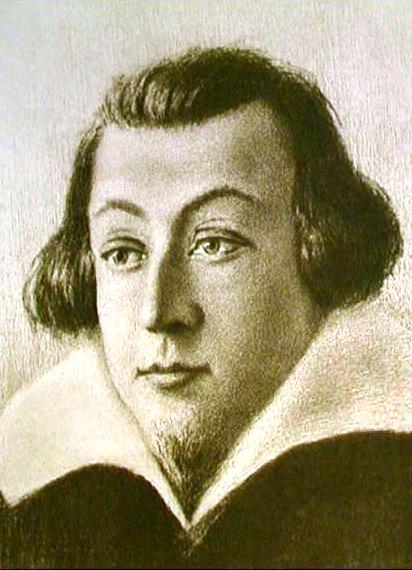
イージー・トシャノフスキー

ルドルフ2世の跡を継ぎボヘミア王に就いたフェルディナント2世が、プロテスタントを弾圧したことに端を発し、1618年に始まる三十年戦争で事態は一転する。1620年の白山の戦いでプロテスタント側は屈辱的な敗北を帰し、多くの音楽家達も亡命を余儀なくされた。フス派の打撃はもちろん大きかった。兄弟団同盟の流れをくむ福音派の僧イージー・トシャノフスキー (1592 - 1637) は、亡命先のスロヴァキアでフス派の音楽を継承したカンツィオナール集「キタラ・サンクトルム」（1636年）を出版したと伝えられている。また、フス派のカンツィオナール作者と合唱団との結びつきが弱体化することで、兄弟団の歌の中に外国の歌の影響が見られるようにもなった。これとは逆に、民衆の支持を集めていたフス派の音楽をカトリック教会が取り込む動きも見られるようになる。たとえば、1793年に出版されたヨゼフ・フェルディナンド・ゼゲル (1716 - 1782) の「8つのトッカータとフーガ」には15世紀のカンツィオナールの旋律に極めて類似した旋律が用いられている。

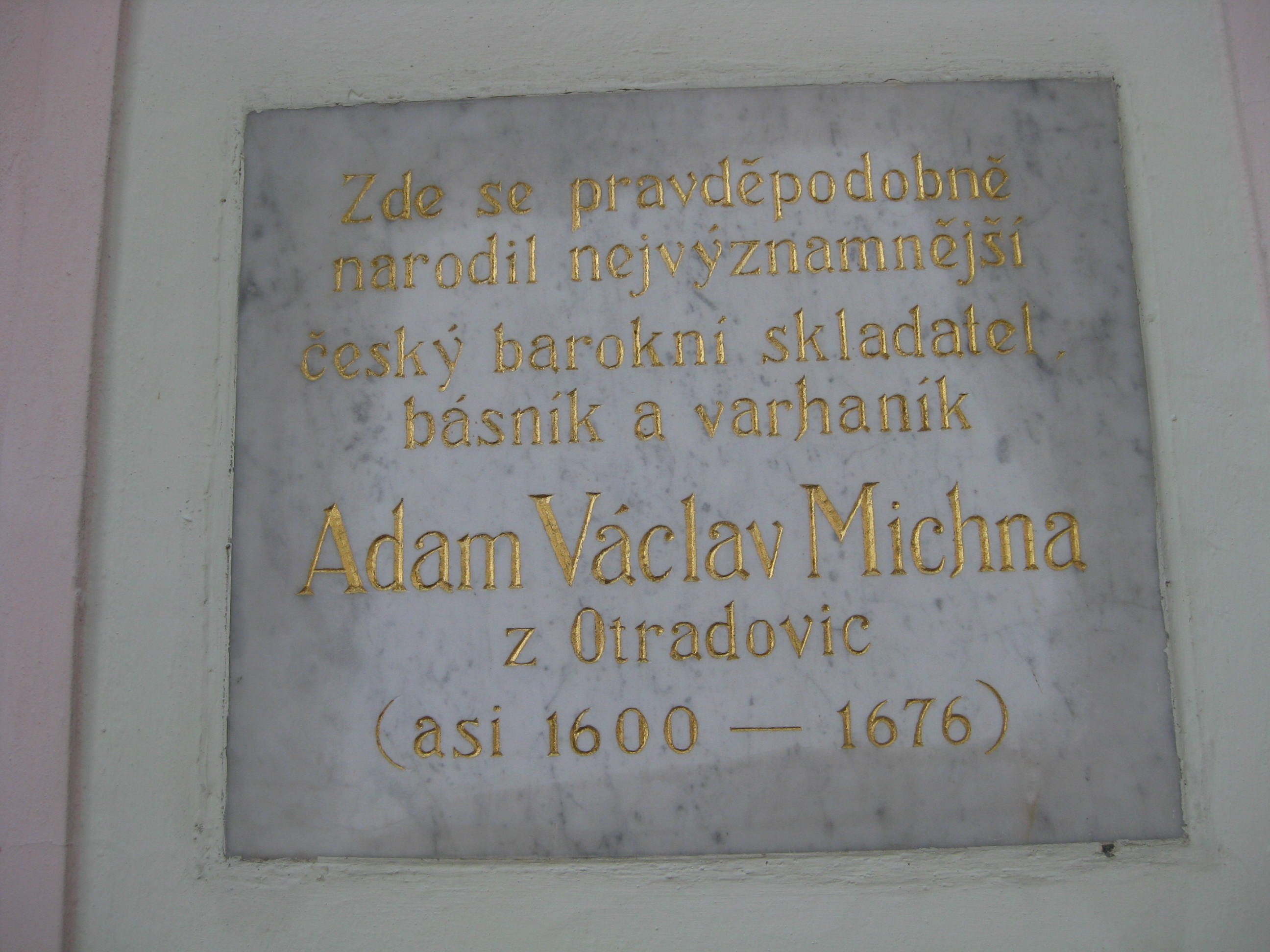
アダム・ヴァーツラフ・ミフナを称える記念碑

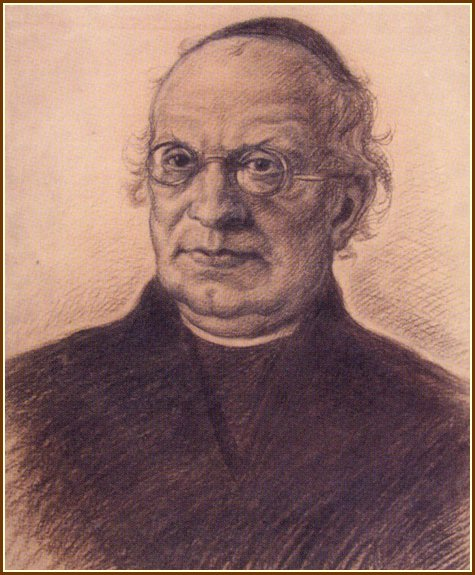
ボフスラフ・マチェイ・チェルノホルスキー

チェコに残り、カトリック教会で作曲を行った特筆すべき人物としては、初期バロックではアダム・ヴァーツラフ・ミフナ (1600頃 - 1676) が重要な人物で、後期バロックの作曲家では、オルガン作品で名高いボフスラフ・マチェイ・チェルノホルスキー (1684 - 1742)の名を挙げることができる。プラハ聖ヴィトゥス大聖堂の音楽監督を務めたフランティシェク・クサヴェル・ブリクシ (1732 - 1771)、フランティシェク・クサヴェル・デュシェック (1731 - 1799) らは、ボヘミアにおける前古典派様式の重要な宗教音楽の作曲家であった。

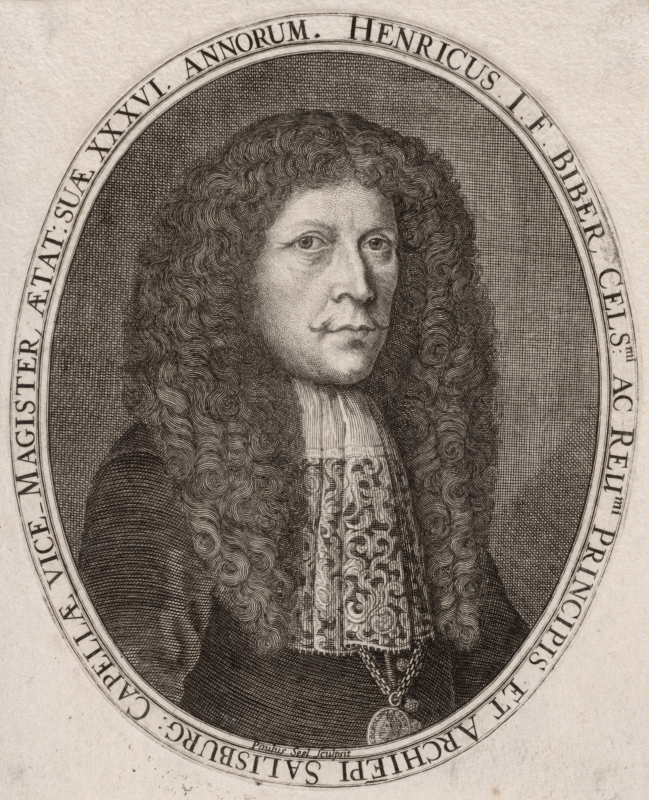
ハインリヒ・イグナツ・フランツ・フォン・ビーバー

17世紀後半にはオロモウツの領主で司教であったカール・リヒテンシュタイン＝カステルコルン (在職1664 - 1695) が南モラヴィアにある居城、クロムニェジーシュ城に楽団を創設し、優れた音楽家を招いた。後にザルツブルクの宮廷楽長として中期のドイツ・バロック時代を代表する作曲家となるハインリヒ・イグナツ・フランツ・フォン・ビーバー (1644 - 1704)も一時期この城でヴァイオリニストとして活動した（1668 - 1670年）。クロムニェジーシュ城の作曲家で最も重要な人物はパヴェル・ヨゼフ・ヴェイヴァノフスキー (1640以前 - 1693)である。彼の作品には、ボヘミアの民俗音楽である舞曲のリズムが用いられ、民俗楽器シャルマイを用いた作品や、2本のクラリーノが民俗楽器であるドゥディを模した響きを奏でる箇所もある。また、旋律にも民謡の引用が現れる。ドイツの音楽学者エルンスト・ヘルマン・マイヤーはこれらの作品を分析し、「チェコの民俗音楽は再び様式化され、芸術音楽の中に再編成されることとなった」と結論づけている。

### 古典派の時代

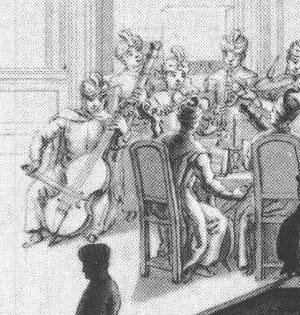
弦楽器を演奏するヤン・ディスマス・ゼレンカ（左端）の絵画

三十年戦争とこれに続くプロテスタント弾圧のために、数多くの音楽家が亡命した。その後も新教徒の頭脳流出は続き、ドレスデン宮廷に仕えたヤン・ディスマス・ゼレンカ (1679 - 1735)、ベルリンでフリードリヒ大王のコンサートマスターとなったフランツ・ベンダ (1709 - 1786)、その弟で北ドイツ・ゴータで活躍したゲオルク・ベンダ (1722 - 1795)、マンハイム楽派の重要なメンバーであるヤン・ヴァーツラフ・スタミツ (1717 - 1757) とその2人の息子カール・シュターミッツ (1745 - 1801)、アントン・シュターミッツ (1754 - 没年不明)、同じくマンハイム楽派のフランツ・クサヴァー・リヒター (1709 - 1789) などが含まれており、後期バロック音楽から古典派音楽への移行期にあって、古典音楽の礎を築く上でチェコの音楽家たちが重要な役割を演じている。
一方、チェコ国内では、こうした才能の国外流出に加え、カール6世の治世後半から財政が悪化し、その後のオーストリア継承戦争がそれに拍車をかける形となって、社会全体が沈滞していた。1786年のモーツァルトの来訪、翌年の「ドン・ジョヴァンニ」初演の成功といった華やかな幕間劇はあったものの、プラハ音楽院院長であったフリードリヒ・ディオニュス・ヴェーバーがベートーヴェンの交響曲第3番を「全く未熟な作品」と評するなど、保守的な風潮が支配的であった。

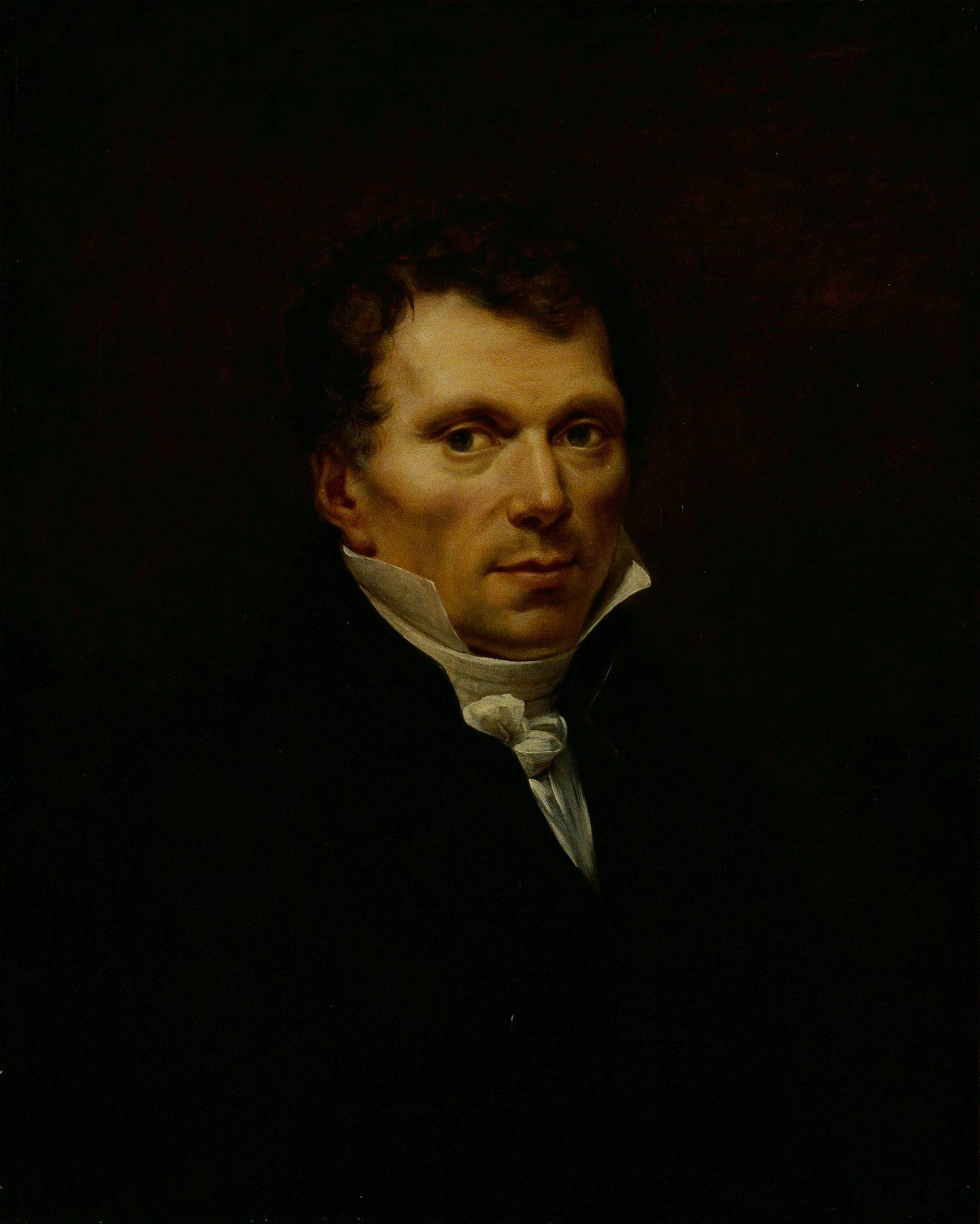
アントニーン・レイハ

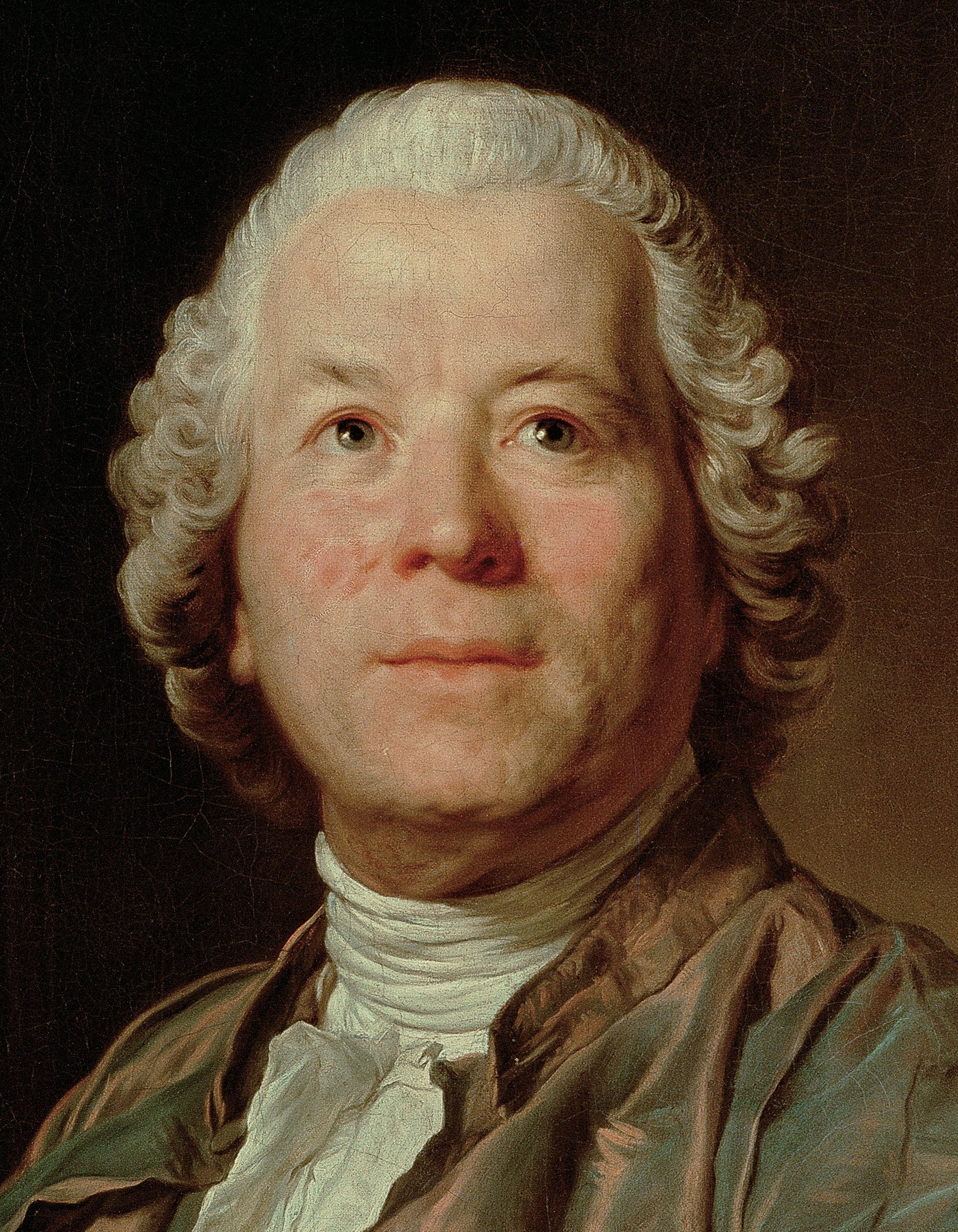
プラハで音楽を学んだクリストフ・ヴィリバルト・グルック

こうした風潮から、宗教的理由とは別に、自ら国外に活躍の場を求めた音楽家たちも多かった。ベートーヴェンの親友であったアントニーン・レイハ（アントン・ライヒャ） (1770 - 1836)は、演奏家としてウィーンで活躍した後フランスに渡り、パリ音楽院の名物教師として、数々の逸材を送り出している。このほかに、イタリアでオペラ作家となり成功したヨゼフ・ミスリヴェチェク (1737 - 1781)は、モーツァルトへの影響を通じてウィーン古典派の振興に寄与し、ヤン・ヴァンハル (1739 - 1813)とレオポルト・コジェルフ(1747 - 1818)、パヴェル・ヴラニツキー (1756 - 1808)、ヤン・ヴォジーシェク (1791 - 1825)は直接ウィーン古典派の一員に加わった。デュセック（1760 - 1812）とアダルベルト・ギロヴェッツ（1763 - 1850）は、ウィーン古典派の（特に器楽曲の）伝統を国外に移植するうえで、レイハとは違うかたちで影響力があった。さらに生まれこそバイエルンであったが、幼少期にプラハに移り、プラハで音楽を学んだ後、ウィーンやフランスでオペラ改革などで活躍したクリストフ・ヴィリバルト・グルック (1714 - 1787)、チェコからの移住者の家庭に生まれ、ベートーヴェンの弟子にして有名な練習曲集の作者カール・チェルニー (1791 - 1857)、といった人々も含め、古典派音楽の最初期からロマン派への移行期にかけて多くのチェコの音楽家たち活躍している。

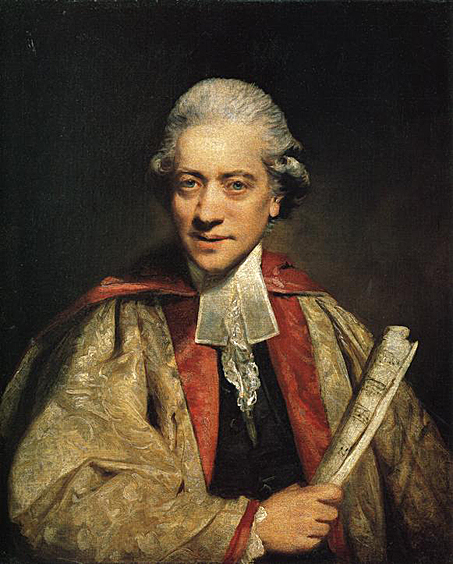
チャールズ・バーニー

再びチェコ国内に目を転じると、沈滞する都市部に対し地方では、オロモウツの文化的隆盛に影響され、音楽、特に器楽演奏が盛んになる。なかでも特筆すべきは、モラヴィア西南部のクヴェステンベルク伯領ヤロムニェジツェで活躍したフランティシェク・ヴァーツラフ・ミーチャ (1694 - 1744) である。彼は、1730年にチェコ語の台本でオペラを作曲した。これは当時としては、他に例を見ない希有なことであり、チェコ音楽史上で重要な位置を占める。作曲者のミーチャは、元々は農民であった。1772年にチェコを旅行したイギリス人チャールズ・バーニーは、「ボヘミアでは農民の子供も商人の子供も皆、一般の初等教育の場で音楽教育が施されている」ことを驚きとともに書き記している。これは、地方貴族の館での器楽演奏が盛んになるにつれ、楽団員を養成するために各地で音楽教育がなされるようになったためである。
その中心となるのがカントルと呼ばれる音楽教師達であった。カントルとは元来教会の男性歌手のことを示す言葉であったが、神を賛美するために特に優れた歌手が選ばれ会衆を先導したことから指導者、さらには学校教師一般を意味するようになった。この時代、教師のほぼすべては歌手であり、オルガニストであり、合唱指揮者であった。後にドヴォルザークやマルティヌーらの才能をいち早く見いだしたのは、こうしたカントルたちであった。カントルはまた、土地の領主のため作曲も行った。特にクリスマス用の作品と「パストラル（牧歌）」の分野に多くの作品を遺している。

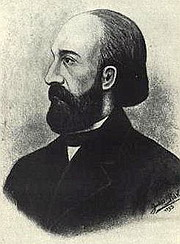
ヤクプ・シモン・ヤン・リバ

各地に優秀なカントルが現れたが、中でもヤクプ・シモン・ヤン・リバ (1765 - 1815) の「クリスマス・パストラル」は、その芸術性が高く評価されている。また、舞曲も多く作られている。舞曲では、たとえば「ヴァラシュスコ舞曲」といった各地方の民俗音楽に基づいた舞曲が好まれた。この時代の音楽でもう一つ特筆すべきは「ハナー・オペラ」とよばれる民衆オペラの存在である。これはテクストにハナー地方の方言を多用したオペラで、1740年頃から作られ始めている（日本の農村歌舞伎のイメージに近いもの）。
18世紀のチェコでは、都市部では指導的な音楽家が流出する一方で、農村部では民族主義あるいは国民主義音楽への下地が着実に形成されつつあった。

### ボヘミア楽派

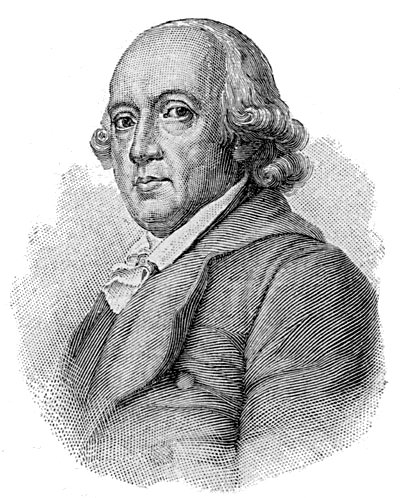
ヨハン・ゴットフリート・ヘルダー

チェコに民族主義への動きをもたらしたのはドイツ人の哲学者・神学者のヨハン・ゴットフリート・ヘルダー (1744 - 1803)であった。彼はナショナリズムの思想をもたらしただけではなく、チェコ民謡の収集を行った。その成果が「古代の民謡」（1773/74年）、「民謡集」（1778/79年）、そして「歌に宿る民衆の声」（1807年）であった。
これを引き継いだのがボヘミアのフランティシェク・ラディスラフ・チェラコフスキー (1799 - 1852) の「スラヴの民族歌」であり、スメタナやドヴォルザーク、ヤナーチェクに多大な影響を与えた。これにモラヴィアのフランティシェク・スシル (1804 - 1868) の「モラヴィアの国民歌謡」（1835年）とボヘミアのカレル・ヤロミール・エルベン (1811 - 1870) の「ボヘミアの歌と俚謡」（1844 - 1864年）が続く。前者に基づく「モラヴィア二重唱曲集」はドヴォルザークが世に出る契機となり、後者エルベンのバラッドに基づきドヴォルザークは4曲の交響詩を作曲している。
プラハでは、1813年にカール・マリア・フォン・ウェーバーがスタヴォフスケー劇場の指揮者となり楽壇がやや活気を取り戻すと、それとともにチェコ語によるチェコ国民のための国民オペラに対する要請の気運が高まり（いうまでもなく、ウェーバーはドイツの国民オペラ「魔弾の射手」の作曲家である）、いくつかのドイツ語オペラをチェコ語に翻訳して上演するなどの試験的な動きの後、1826年、ついにフランティシェク・シュクロウプ (1802 - 1862) のチェコ語オペラ「鋳掛け屋」が初演された。シュクロウプが1833年に書いた劇音楽「フィドロヴァチカ」の中の「わが故郷よいずこ」は、後にチェコスロヴァキア共和国の国歌の一部となり、分離独立後はチェコ共和国の国歌となった。

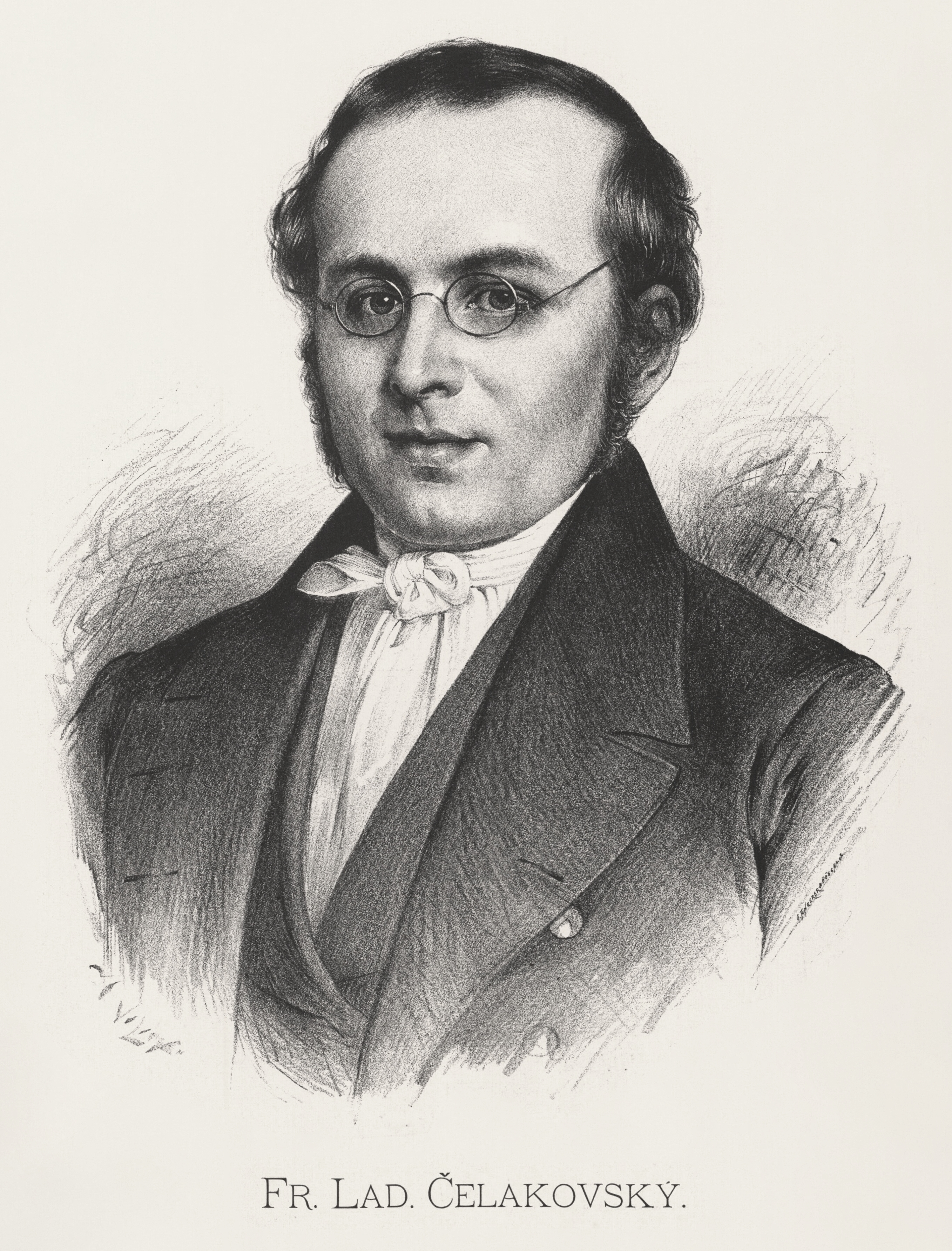
フランティシェク・ラディスラフ・チェラコフスキー（英語版）
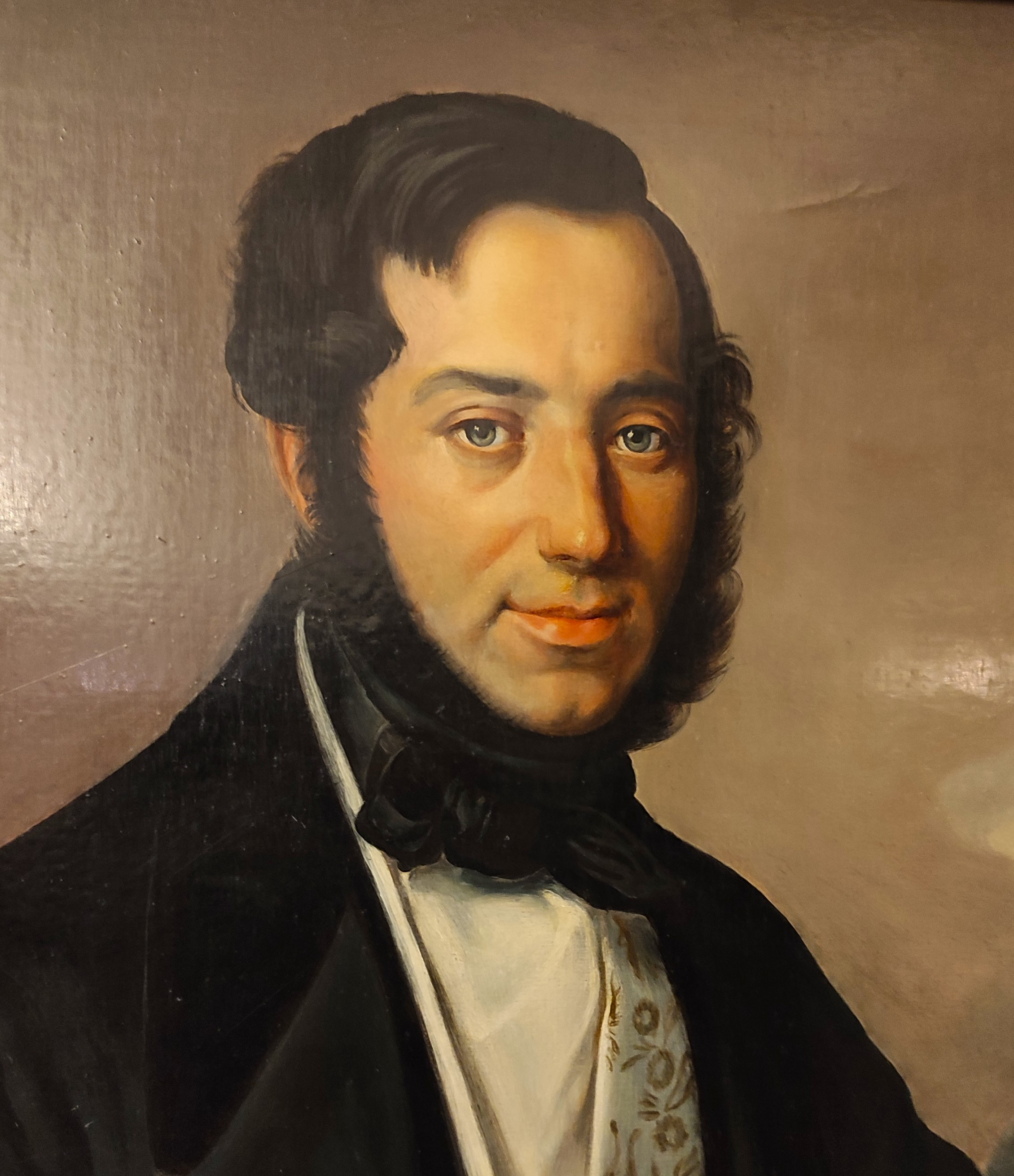
フランティシェク・シュクロウプ
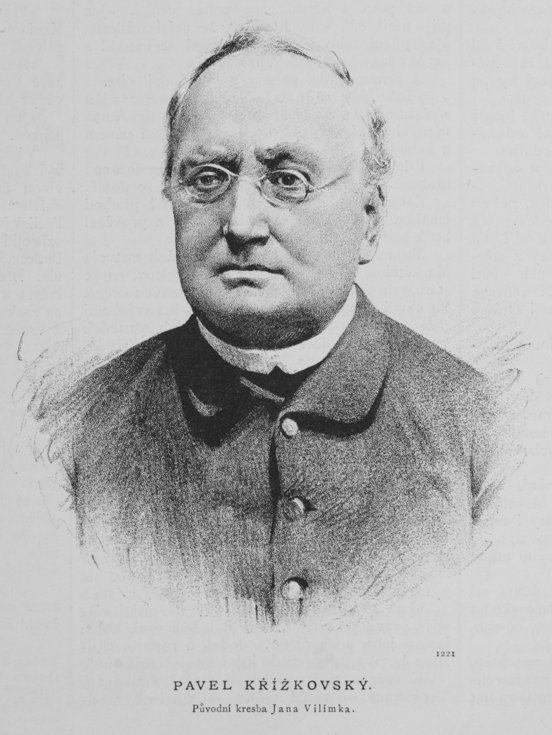
パヴェル・クシーシュコフスキー
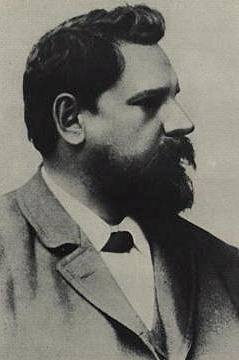
ズデニェク・フィビフ

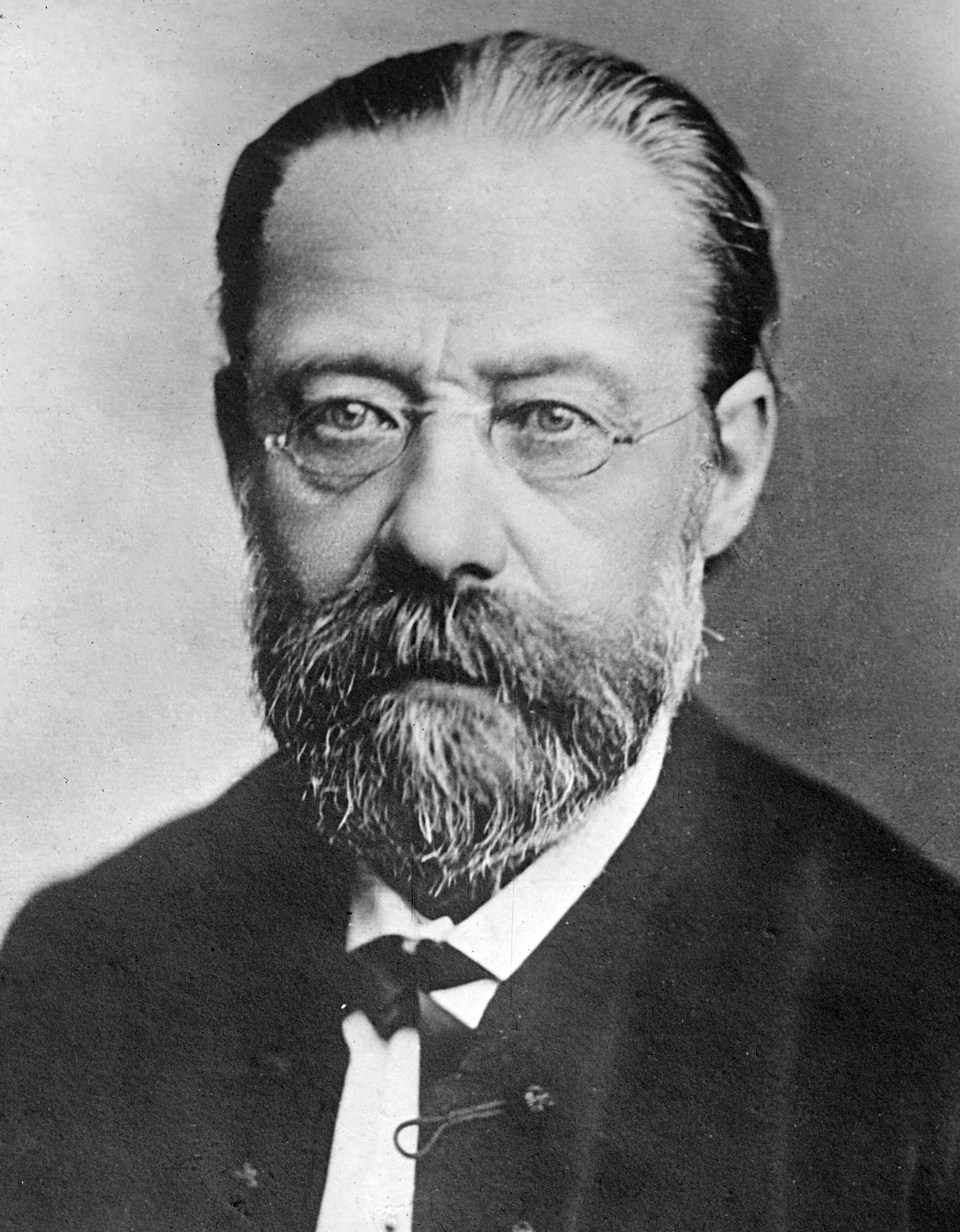
ベドルジハ・スメタナ

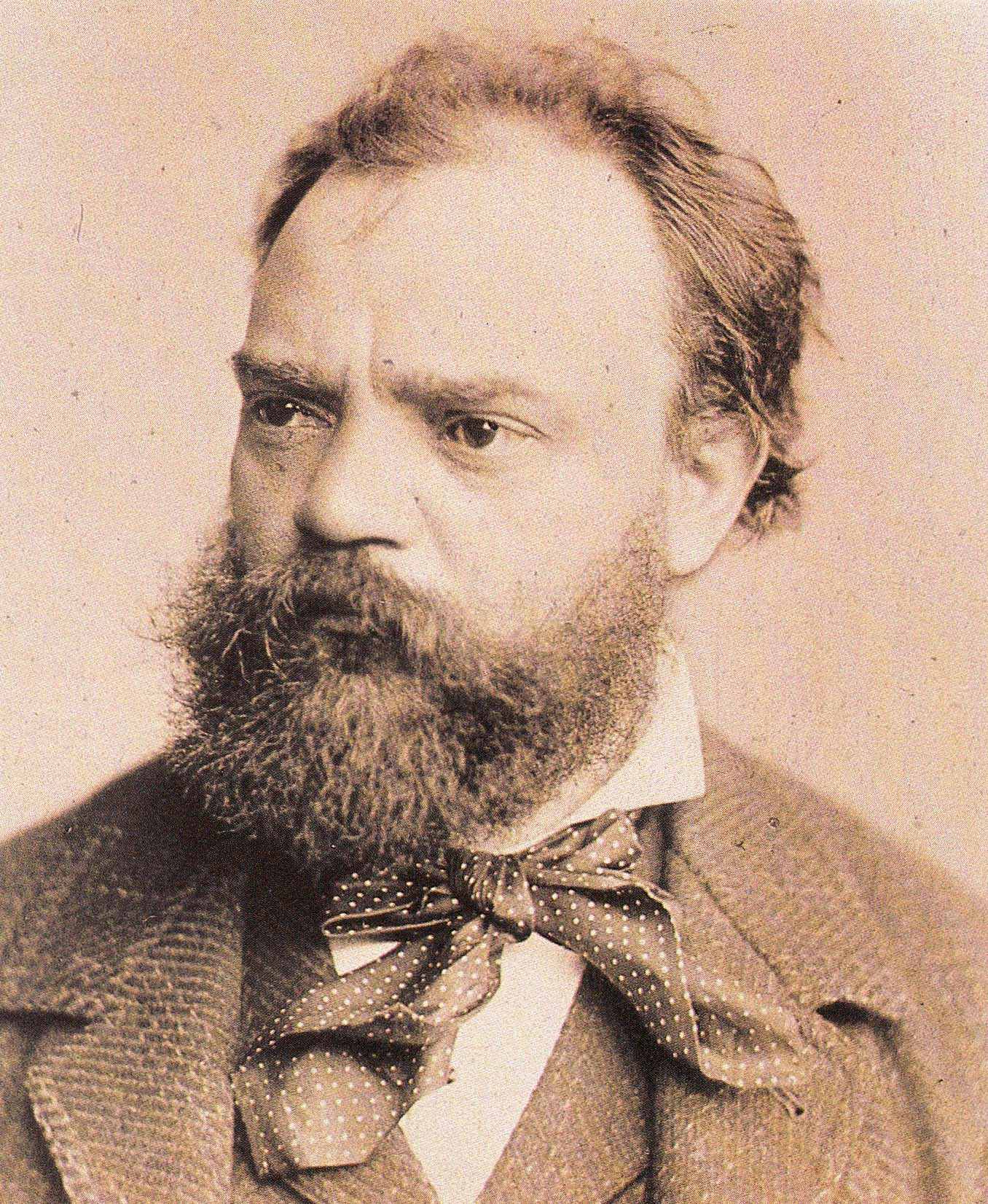
アントニン・ドヴォルザーク

こうした動きに呼応して、様々な組織作りも始まった。男声合唱団「フラホル（チェコ語で「音」の意味）」が1860年にニンブルクの町で結成され、プラハ、プルゼニでもこれに続いた。1862年にプラハに国民劇場の仮劇場が開幕する。1863年、当時有名なピアニストであったベドルジハ・スメタナ (1824 - 1884) を中心に芸術家協会が創設され、スメタナはその音楽部長となった。1866年にオペラ「売られた花嫁」が初演され、同年にスメタナは国民仮劇場の指揮者に就任し、劇場付属の歌唱学校を設立した。これにより彼の名はチェコの国民楽派の創始者として不動の地位を占めることになった。アントニン・ドヴォルザーク (1841 - 1904)、ズデニェク・フィビフ (1850 - 1900) がこれに続き、ボヘミア楽派と総称される。
一方モラヴィアでは、パヴェル・クシーシュコフスキー (1820 - 1885) がスシルの音楽を模範として、モラヴィアの民俗歌謡を合唱に編曲、演奏する啓蒙活動を行っていた。レオシュ・ヤナーチェク (1854 - 1928) はこのクシーシュコフスキーの教えを受けた。チェコ音楽は、個性豊かな優秀な音楽家を得て、国民音楽の黄金期を迎える。

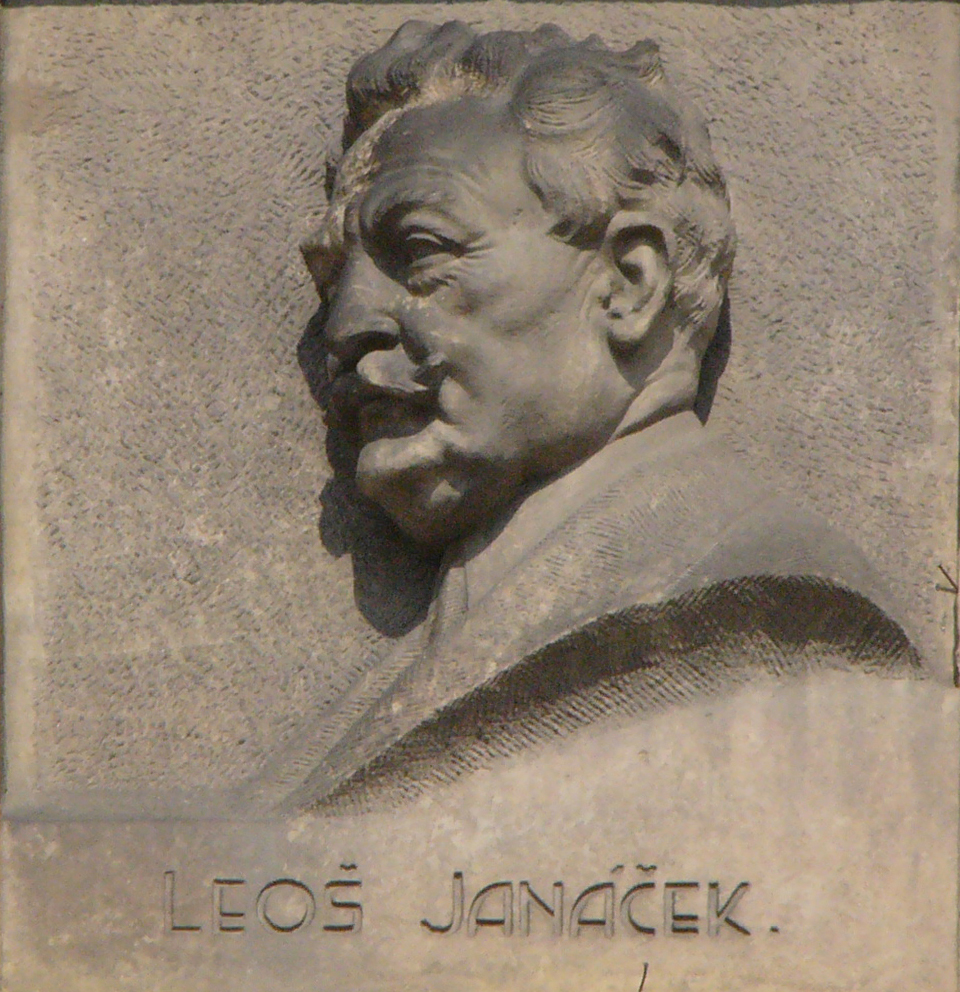
レオシュ・ヤナーチェク

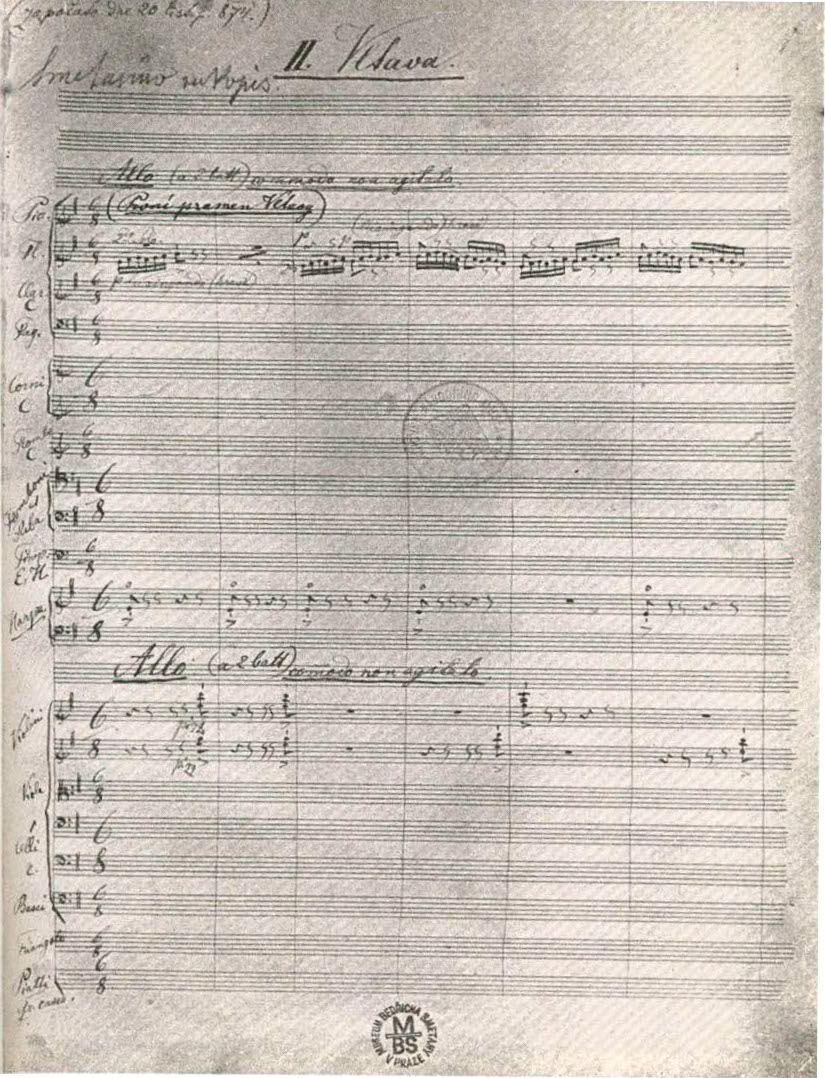
「我が祖国」ヴルタヴァ（モルダウ）楽譜

一口にボヘミア楽派と言ってもその思想は大きく二つに分けられる。スメタナは、民俗芸術は現代の作曲技法を採用すべきで民謡に基づくべきではないと主張し、チェコの伝説や民話を主題にドイツ・オーストリア流の技法による標題音楽作品を創作した。フィビフもこれと同じ立場を採った。彼らも作品中で民謡や古い音楽を引用しなかったわけではない。最も有名な例は「わが祖国」の第5曲「ターボル」でのフス派の賛美歌「汝ら、神の戦士よ」である。ターボルはフス教徒の根拠地でカトリックに対する強固な抵抗運動が行われた地で、作品は彼らの抵抗を描写している音楽である。また「モルダウ」でもポルカが響くが、これも農民の結婚式を描く場面で用いられる。このように伝統音楽の引用は、標題となった物語を描くための極めて具体的な場面で用いられているのが特徴である。このため保守派からはチェコの伝統を軽視していると批判され続けた。

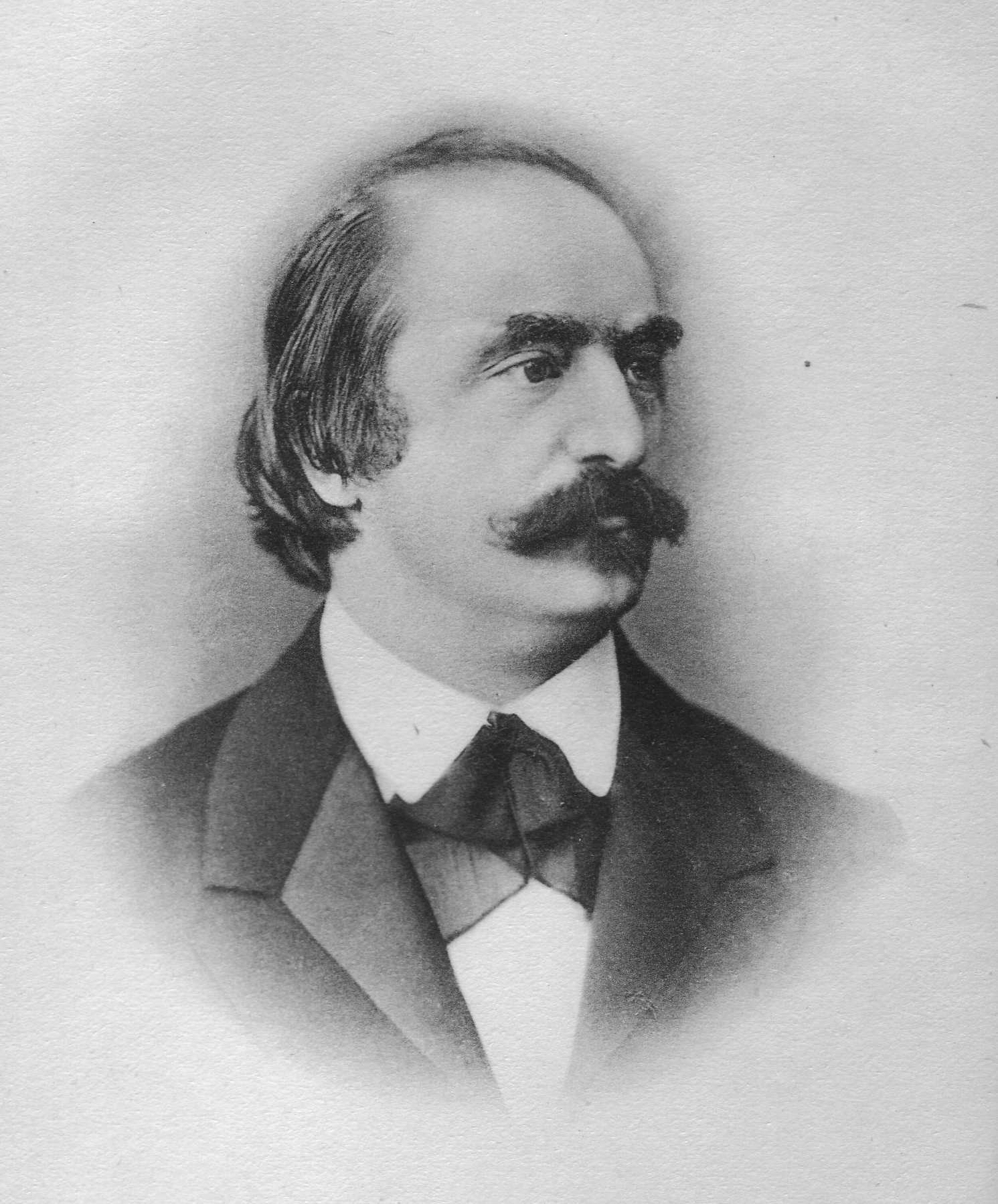
エドゥアルト・ハンスリック

これに対してドヴォルザークは、スラヴの民謡を民族的遺産として積極的に活用し、標題を持たない抽象的な絶対音楽の中でもこれを主題とした作品を創作している。既述のとおり、拍節構造が明確なボヘミア民謡は、ロマン派音楽の主題として用いるのに適しており、哀調を帯びた響きはその作品に特別な魅力を与えた。ドヴォルザークの音楽は、作曲家ヨハネス・ブラームスや音楽評論家エドゥアルト・ハンスリックといった当時のドイツ・オーストリア楽壇の中心人物を魅了し、その助力を得て、チェコの音楽を広く世界中に知らしめることとなった。

こうした立場の違いには、彼らの出自が影響している。スメタナはビール醸造技師の裕福な家庭に生まれ、フィビフの父親は貴族に仕える森林管理官であった。彼らは普段ドイツ語で生活しており、チェコ語はあまり理解できなかった。このため、民謡の言葉や魅力を理解できず、その力を信用しきれなかった。一方、ドヴォルザークの生家は肉屋と宿屋を営む家庭であり、日常的にチェコ語を話すばかりか、父親が旅人相手に得意なツィターで民謡を演奏するといった環境に生まれ育った。このため、彼は民謡の魅力を知悉し、その力を信用しきることができたのだった。スメタナの理念はフィビフに受け継がれ、ヨゼフ・ボフスラフ・フェルステル (1859 - 1951)、オタカル・オストルチル (1879 - 1935)といった作曲家に継承されていった。ドヴォルザークの音楽は、ヴィーチェスラフ・ノヴァーク (1870 - 1949)、ヨゼフ・スク (1874 - 1935)、オスカル・ネドバル (1874 - 1930)といったプラハ音楽院の弟子に引き継がれていった。

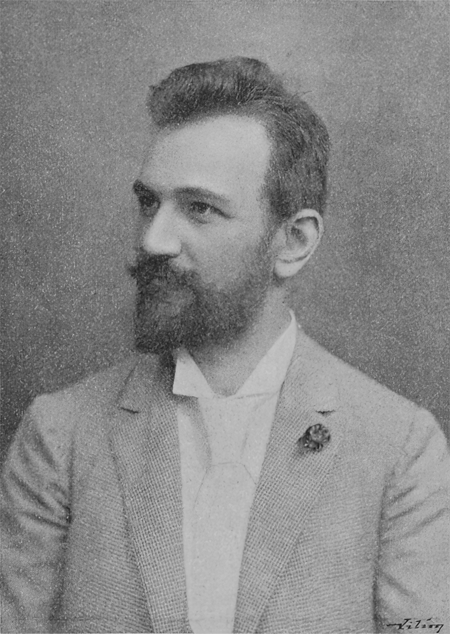
ヨゼフ・ボフスラフ・フェルステル
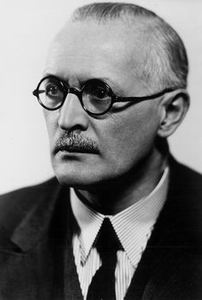
オタカル・オストルチル
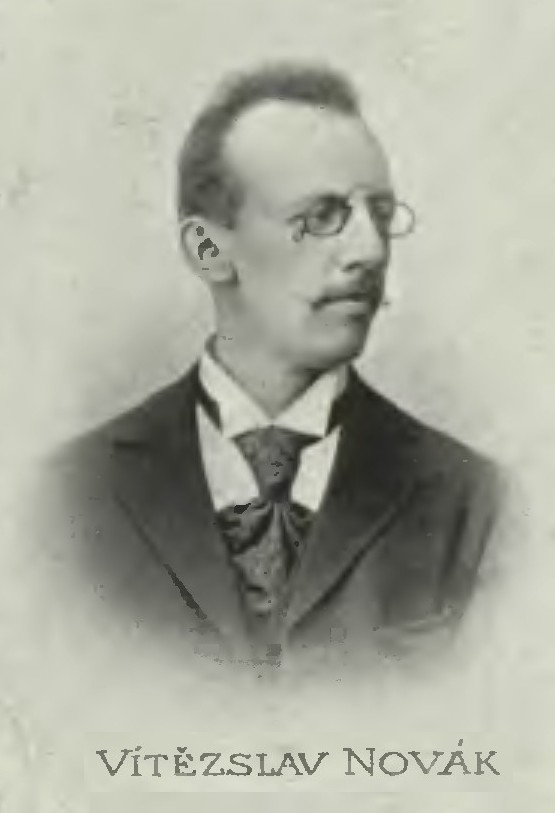
ヴィーチェスラフ・ノヴァーク
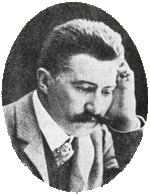
ヨゼフ・スク
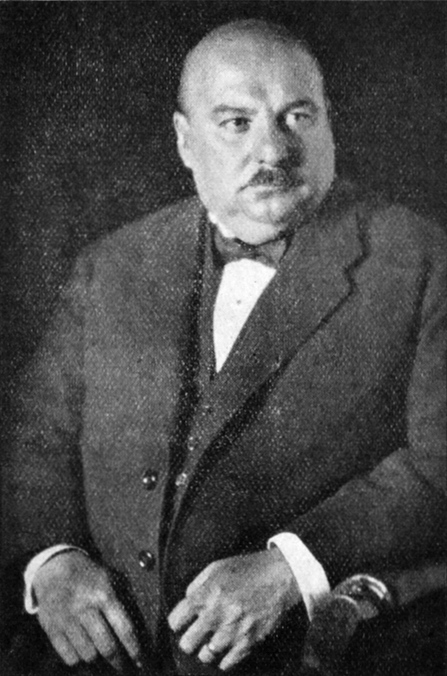
オスカル・ネドバル

20世紀にはいると、フィビフの弟子の一人で、カレル大学の音楽学の教授にして歴史家、後に文化大臣にも就任したズデニェク・ネイェドリーによるドヴォルザーク批判が起こる。国民音楽は詩や歴史とともにあるべきで、標題音楽こそが国民音楽であって、ドヴォルザークの絶対音楽はこれに値しない、という内容のものであった。こうした批判にドヴォルザーク研究の権威であったオタカル・ショウレク (Otakar Šourek) が激しく反発し、ドヴォルザークの交響曲は「抽象的な標題音楽」であり、彼こそチェコの伝統音楽を継承するものだと称賛し、論争が起こった。ヴラディミール・ヘルフェルトは、ドヴォルザーク擁護派の立場から、ドヴォルザークの音楽は民衆層出身の楽士たちの中から自然に生まれ出た響きであるとして、スメタナもドヴォルザークもチェコ音楽創造の父であると位置づけた。

### 20世紀以後の音楽

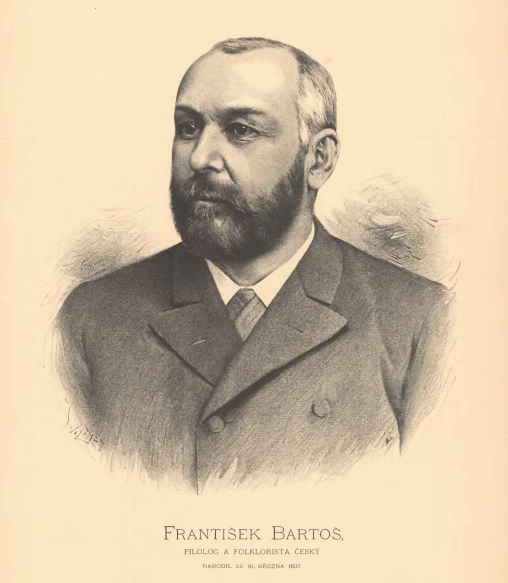
フランティシェク・バルトシュ

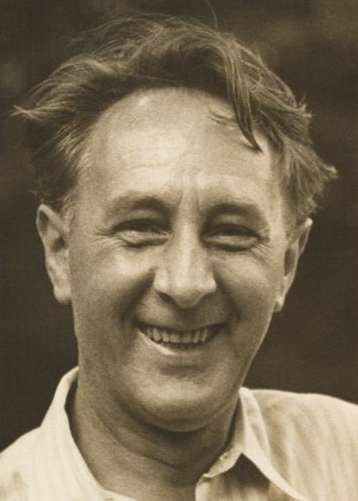
ボフスラフ・マルティヌー

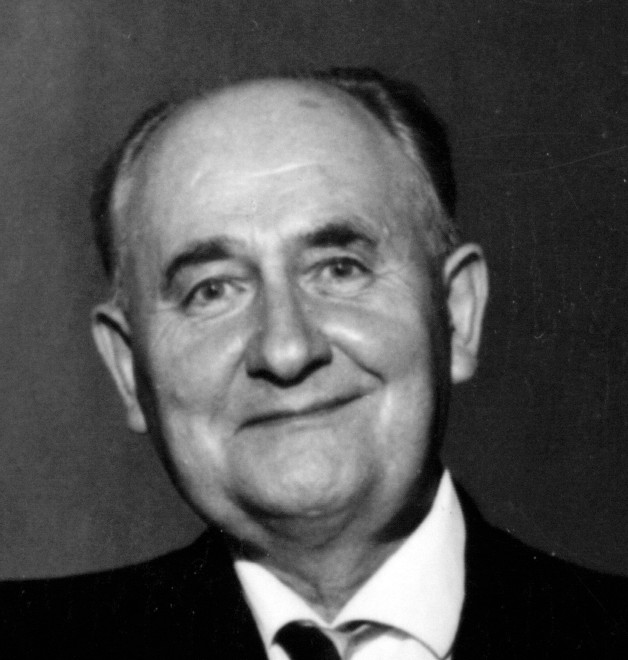
アロイス・ハーバ

ヤナーチェクは、この国民音楽をめぐる論争がスラヴ的＝ボヘミア的という文脈で語られ、モラヴィアやスロヴァキアがなおざりにされていることに不満を述べている。ヤナーチェクはボヘミア楽派の作曲家達を尊敬していたのだが、そのどちらに与するでもなく第三の道を選択した。ヤナーチェクは民謡を皮相だけでなくより深く自分のものとするために、民俗学者フランティシェク・バルトシュとともにフィールドワークを行った。民謡が受け継がれてきた場所で、受け継いできた人々から直接採集し、これを研究分析することで民謡は彼の音楽語法そのものとなって再編されたのであった。そして民謡を直接引用するのではなく、その語法を活かした新たな旋律を創作し、西欧から与えられた形式ではなく、それを解体再構成した全く独自の魅力を持つ音楽を創造したのであった。それはモラヴィア民謡がメリスマを連想させる歌謡起源のもので西欧の形式に適さなかったためでもある。
ヤナーチェク晩年の作品は国民音楽をドイツ・オーストリアのロマン派音楽の支配下から脱却させることとなった。そして、特にモラヴィアの東部から民謡の精神に根ざした新たな現代音楽の再編が起こったのである。その流れは先述のスメタナ派やドヴォルザーク派の継承者達にも影響を与え、新古典主義のボフスラフ・マルティヌー (1890 - 1959) や微分音による音楽を開拓した前衛音楽家アロイス・ハーバ (1893 - 1973)、あるいはミロスラフ・イシュトヴァン (1928 - 1990) らに受け継がれていった。

## チェコの演奏家
チェコはかつて「ヨーロッパのコンセルヴァトワール」と称されたこともあるように、演奏家を多く生み出した土地でもある。

### 指揮者
- ヴァーツラフ・ターリヒ (1883 - 1961)
- ヴァーツラフ・スメターチェク (1906 - 1986)
- カレル・アンチェル (1908 - 1973)
- フランティシェク・イーレク (1913 - 1993)
- ラファエル・クーベリック (1914 - 1996)
- ヴァーツラフ・ノイマン (1920 - 1995)
- イルジー・フデッツ（1923 - 1996）
- ズデニェク・コシュラー (1928 - 1995)
- リボル・ペシェク (1933 - )
- ヴラディミール・ヴァーレク (1935 - )
- ズデニェク・マーツァル (1936 - 2023)
- イルジー・ビエロフラーヴェク (1946 - 2017)
- ヤクブ・フルシャ（1981 - ）

### ピアニスト
- ルドルフ・フィルクスニー (1912 - 1994)
- ヨゼフ・パーレニーチェク (1914 - 1991)
- ヤン・パネンカ (1922 - )
- イヴァン・モラヴェッツ (1930 - )

### ヴァイオリニスト
- ヨゼフ・スーク (1929 - 2011)
- イヴァン・シュトラウス（英語版） (1937 - )
- ヴァーツラフ・フデチェク (1952 - )

### チェリスト
- ミロシュ・サードロ (1912 - 2003)
- ヨゼフ・フッフロ（チェコ語版） (1931 - )
- ミカエラ・フカチョヴァー（英語版） (1963 - )

### 弦楽四重奏団
- スメタナ弦楽四重奏団
- プラハ・ヴラフ弦楽四重奏団（英語版）
- ターリヒ弦楽四重奏団（英語版）
- プラハ弦楽四重奏団
- ヤナーチェク弦楽四重奏団（英語版）
- パノハ弦楽四重奏団（英語版）

### コントラバス奏者
- ジョージ・ムラーツ（1944 - ) ジャズ・ベーシスト

### トリオ
- チェコ・トリオ（チェコ語版）
- クーベリック・トリオ (Kubelik Trio)

### 声楽家
- エルネスティーネ・シューマン＝ハインク (Ms) (1861 - 1936)
- マリア・イェリーツァ (S) (1887-1982)
- リハルト・ノヴァーク（チェコ語版） (Br, Bs) (1931 - )
- ヴィエラ・ソウクポヴァー（英語版） (Ms, A) (1932 - )
- マルヤナ・リポヴシェク (Ms) (1946 - )
- マグダレーナ・コジェナー (Ms) (1973 - )